# Тристан-акорд
Тристан-акорд — акорд f-h-dis1-gis1, що є лейтгармонією в опері Ріхарда Вагнера «Трістан та Ізольда», символ пізньоромантичного стилю гармонії. 

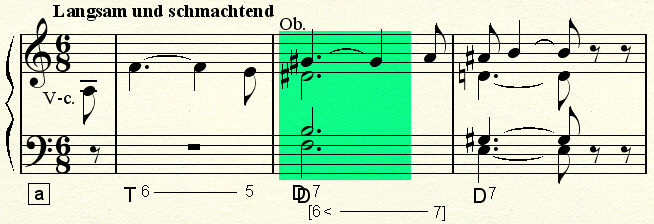
Початок прелюдії до опери «Трістан та Ізольда» Ріхарда Вагнера (клавір). «Тристан-акорд» виділено зеленим кольором.

Особливість структури цього співзвуччя (малий септакорд) робить його тональний контекст невизначеним і двозначним. Ця характерна «недомовленість», що зосереджена в нерозв'язаному Тристан-акорді, далі експлуатується протягом твору, включається (у числі інших засобів музичної виразності) в цілісну музично-драматичну концепцію як символічний і легко пізнаваний слухом елемент.
Вагнер застосовує Тристан-акорд в опері «Тристан та Ізольда» починаючи з найперших тактів.